# شوجار راي سيليس
شوجار راي سيليس (بالإنجليزية: Sugar Ray Seales)‏ مواليد 6 سبتمبر 1952 في جزر العذراء الأمريكية، هو ملاكم أمريكي يصنف ضمن فئة الوزن المتوسط. شارك في الأولمبياد وحقق الميدالية الذهبية في الألعاب الأولمبية الصيفية 1972.

## إحصائيات
خاض خلال مسيرته 68 نزالا، فاز في 57 وتعادل في 3 وخسر في 8. فاز بالضربة القاضية في 34 نزالا.

## الميداليات
| الميدالية | المسابقة                       |
| --------- | ------------------------------ |
| ذهبية     | الألعاب الأولمبية الصيفية 1972 |

## روابط خارجية
- شوجار راي سيليس على موقع بوكس ريك (الإنجليزية) (registration required)
- شوجار راي سيليس على موقع أوليمبيديا (الإنجليزية)